# 연지동 (부산)
연지동(蓮池洞)은 부산광역시 부산진구의 법정동이자 행정동이다.

## 문화
- 국립부산국악원

## 언론
- 부산국악방송